# 沃爾丁堡市鎮
沃爾丁堡市鎮（丹麥語：Vordingborg kommune）是丹麥的一個市鎮，位於西蘭島南部，並包括默恩島等島嶼，屬西蘭大區。面積621平方公里，2009年人口46,551人。行政中心为沃爾丁堡。
2007年1月1日由原沃爾丁堡和另外三個市鎮合併而成。